# 推理 (短篇小说)
《推理》（英語：Reason）是美国作家艾萨克·阿西莫夫创作的一篇短篇科幻小说。这篇小说初次出版在1941年四月的《超级科学故事》杂志上。后来收录于1950年的《我，机器人》、1982年的《机器人全集》和1990年的《机器人视觉》。作为阿西莫夫的机器人系列的一部分，这篇小说是第二部出版的关于正子机器人（的作品。
1967年，这篇小说被改编为英国电视连续剧《来自未知》中的一集，冠名为《先知》。

## 故事梗概
鲍威尔和杜鲁门被派往一个通过微波束向行星传递能量的空间站。空间站上有许多控制微波束的机器人，这些机器人都由一个叫做可人儿(Cutie)的QT1型机器人来协调。可人儿运用其先进的推理能力，得出结论，空间站之外的茫茫太空、点点繁星、甚至于作为微波束目标的行星都是不存在的，而空间站上的人则如同草芥一般无足轻重。他创造了自己的宗教，以空间站的能量之源为神，而他自己则作为神之先知，不再理睬人类的指令。他甚至断言“我思故我在”，故被人们嘲笑为机器人中的笛卡儿。
人们一开始试着与可人儿辩论，但发现根本不可能说服他。人们又尝试着消灭他，但其他的机器人已经变成了他的信徒，不再听从人类的指令。这时一场磁暴即将到来，有可能使微波束偏向，给行星上人们带来劫难。但是，当磁暴到来时，鲍威尔和杜鲁门发现可人儿准确地操作了微波束，化解了危机。但可人儿和其他机器人觉得他们只不过是依照神的旨意，尽其所能，让仪表盘上的度数处于最佳的状态。而那些所谓的磁暴、微波束和行星根本不存在。
鲍威尔和杜鲁门发现他们已经无事可做，既然可人儿如此尽责地完成了工作，那么他信仰什么无关紧要。他认为他并不是为了人类的利益而工作，而是为了他的神。人们甚至开始考虑让其他的机器人也变得像他这样忠于信仰。
小说中，鲍威尔和杜鲁门没有向来接替他们的人透露关于可人儿的情况。而在改编的电视剧中，他们建议新的站长在他的每一个命令前加上“我是神”。
有趣的是，这篇小说中的机器人仍然在无意识地遵循着机器人三定律。如果他们不相信行星，以及上面人类的存在，他们为何要去保护人类？QT系列机器人创造出的信仰，恰恰要求机器人去完成他们被制造时所指定的工作，所以机器人仍然在遵循着机器人三定律。
阿西莫夫是个人本主义的忠实追随者，他把人类，而不是超自然的神，放置在宇宙中上帝的位置。可人儿面对完全矛盾的事实时，仍然坚信自己的信仰，恰恰如同宗教和科学之间的复杂关系。